# Reserva
Reserva bezeichnet einen spanischen Rotwein (→ Weinbau in Spanien), der mindestens ein Jahr im Eichenholzfass und insgesamt mindestens drei Jahre in Fass und Flasche gereift ist. Der Wein darf also erst im vierten Jahr nach der Ernte ausgeliefert werden.
Gran Reserva bezeichnet einen spanischen Rotwein, der mindestens zwei Jahre im Eichenholzfass und insgesamt mindestens fünf Jahre in Fass und Flasche gereift ist. Der Wein darf also erst nach fünf Jahren auf den Markt gelangen. Weißweine müssen sechs Monate im Fass und insgesamt zwei Jahre gelagert werden. Es dürfen nur Weine aus guten Jahrgängen verwendet werden.
Besonders Weine aus der Rioja und der Ribera del Duero eignen sich für diesen so genannten Barriqueausbau, welcher aber auch in vielen anderen spanischen Anbaugebieten vorgenommen wird.
Weitere Kennzeichnungen für spanischen Wein sind Vino joven und Crianza.
Reserva und Gran Reserva werden daneben auch als Qualitätskennzeichen für spanischen Brandy verwendet, bezogen auf die Lagerungsdauer nach dem Brennen.
In Italien (→ Weinbau in Italien) gibt es eine ähnliche Qualitätsbezeichnung: Riserva.